# Amsterdamse transformatorzuil
De Amsterdamse transformatorzuil, ook wel Peperbus genoemd, is een type transformatorzuil dat in 1911 werd ontworpen door architect Jo van der Mey. Van der Mey was vanaf 1911 werkzaam bij de afdeling publieke werken van de gemeente Amsterdam. De transformatorzuil wordt gebruikt als transformatorstation voor het Gemeente-energiebedrijf en als aanplakzuil voor affiches van culturele evenementen.
De zuilen zetten een spanning van 3.000 volt om naar 127 volt dat via verdeelkasten naar de huishoudens werd geleid. Tussen 1965 en 1978 werden alle zuilen omgebouwd zodat ze 10.000 volt kunnen omzetten.
De zuilen staan op een bakstenen fundering. De buitenmantel is gemaakt van gewalst plaatstaal en heeft een toegangsdeur met bovenluik. De mantel hangt om een skelet van vier ijzeren balken met een taatslager aan de bovenkant en staat op wieltjes. Hierdoor is deze door een monteur in zijn geheel rond te draaien om bij de elektrische onderdelen te kunnen. De zuilen hebben een puntdak met piron.
In 1982 stonden er 155 exemplaren in Amsterdam. Vanaf 2000 werden om roestvorming te voorkomen echter betonnen exemplaren geplaatst, en vanaf 2008 werden de nog resterende ijzeren peperbussen vervangen door betonnen exemplaren in dezelfde vorm. De betonnen versies zijn in tegenstelling tot de ijzeren niet roestgevoelig en de mantel kan niet ronddraaien. In 2015 is op het Rokin een eerste exemplaar geplaatst dat gas verdeelt. Het model van de Amsterdamse transformatorzuil wordt tegenwoordig ook elders geplaatst, zoals in Valkenswaard.
Een originele ijzeren transformatorzuil in Diemen uit 1911 is sinds 1998 een rijksmonument. In 1983 werd een zuil overgeplaatst naar het Nederlands Openluchtmuseum naar het voorplein bij de ingang en voorzien van affiches van collegamusea. Bij de totstandkoming van de Pottenbakkersgang werd deze bij de gang geplaatst en voorzien van historische culturele en politieke posters.

## Affichering
Tot 1996 waren 400 A0-vlakken beschikbaar voor culturele affiches. Sinds 1996 zijn 640 vlakken beschikbaar. Een transformatorzuil kan vijftien tot achttien affiches bevatten. De gemeente verhuurt sinds 1991 zestig zuilen voor zuilhoge beeldvullende affiches als 'specialzuilen'.

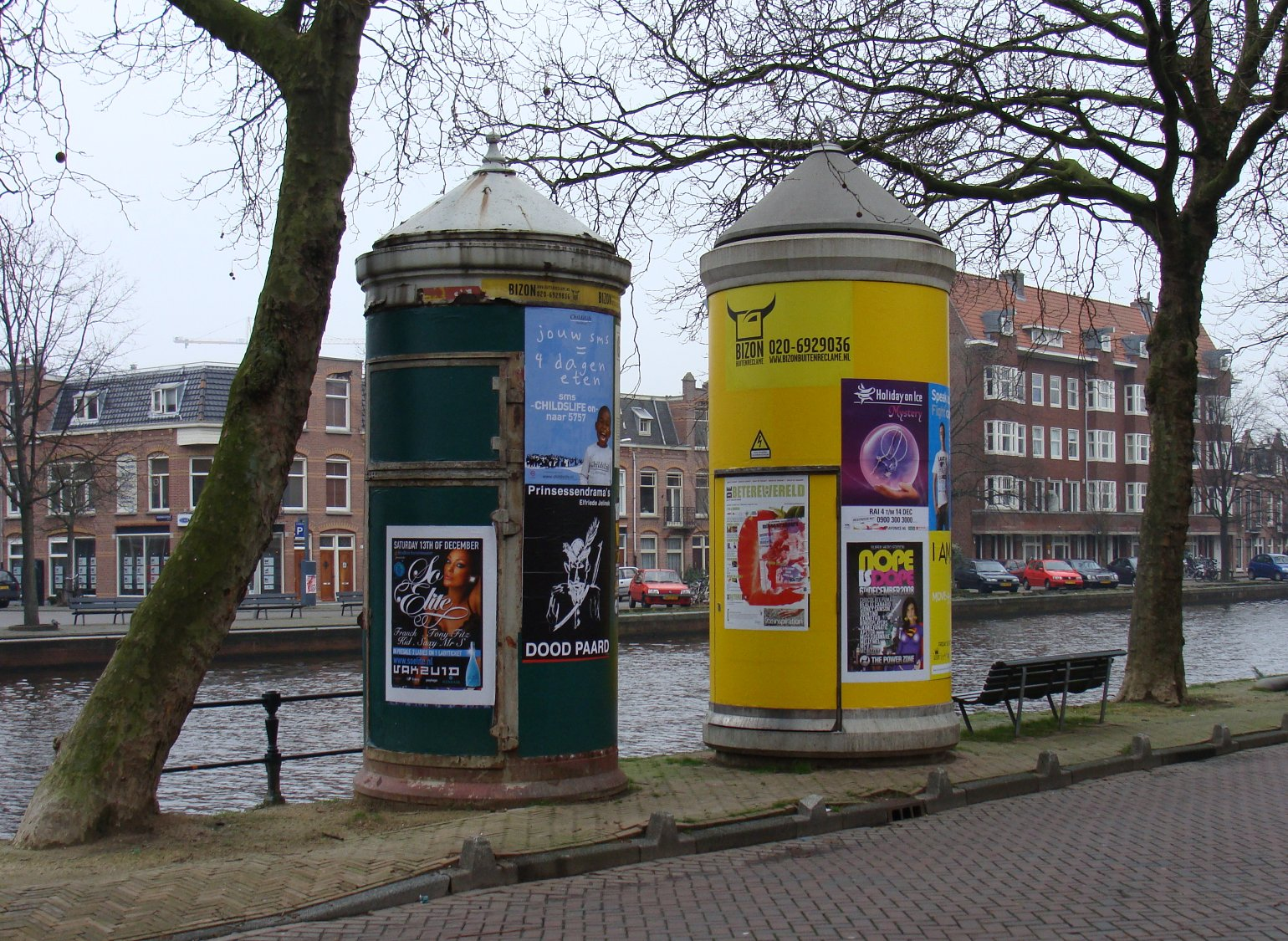
Een ijzeren (links) en een betonnen versie (rechts) aan de Schinkelkade in Amsterdam
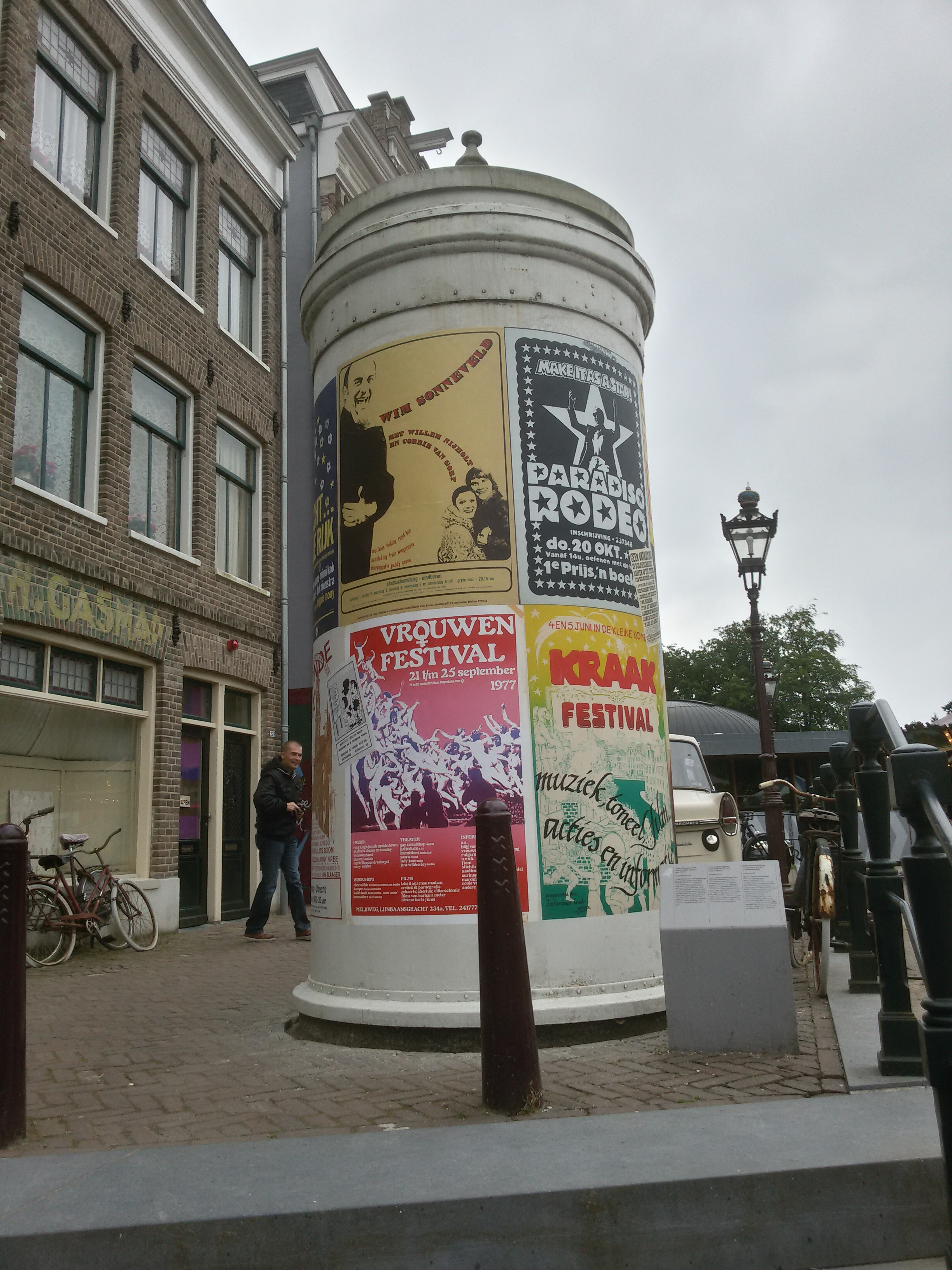
Transformatorzuil in het Nederlands Openluchtmuseum in Arnhem
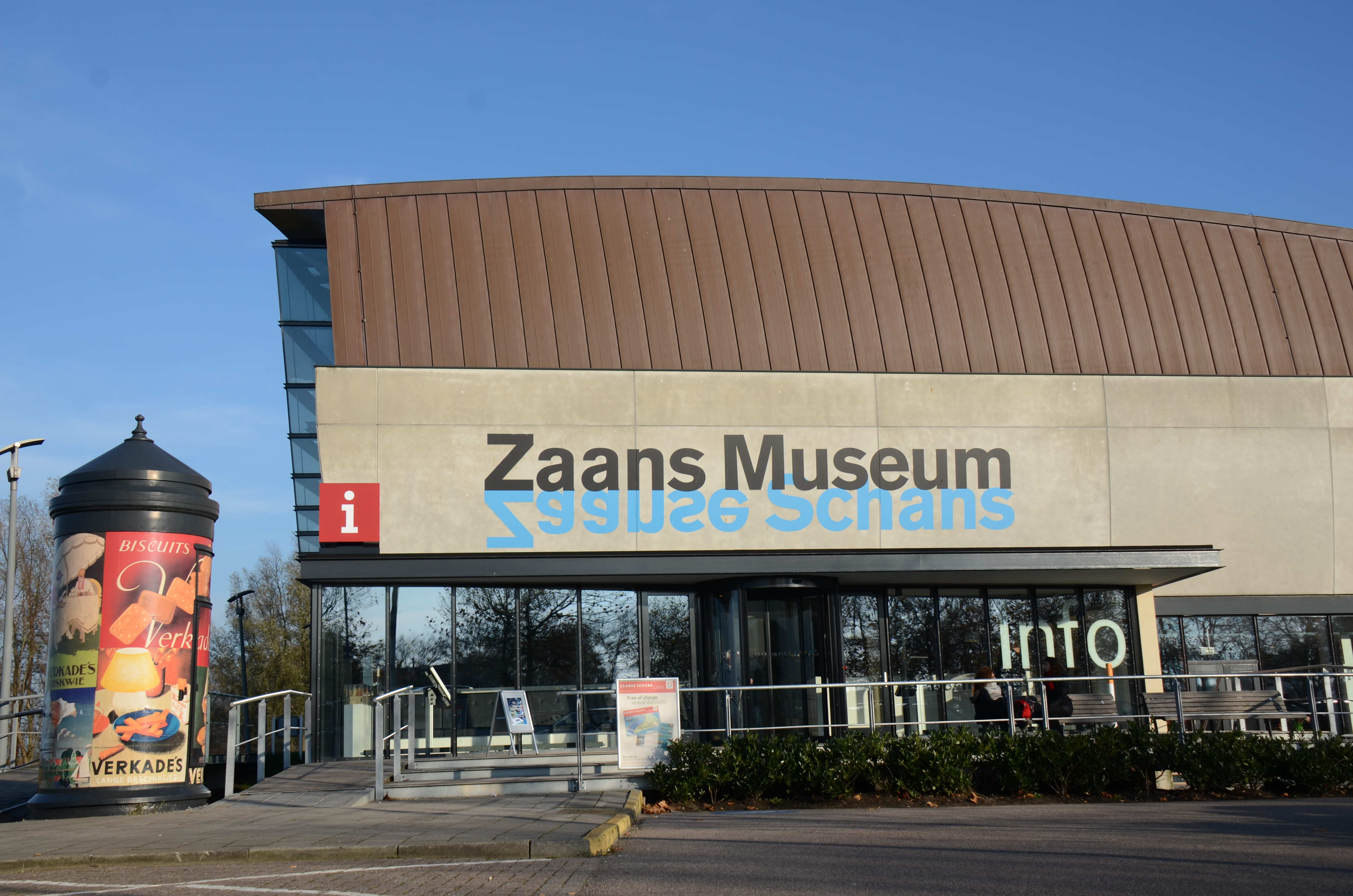
Zuil bij het Zaans Museum in Zaandam
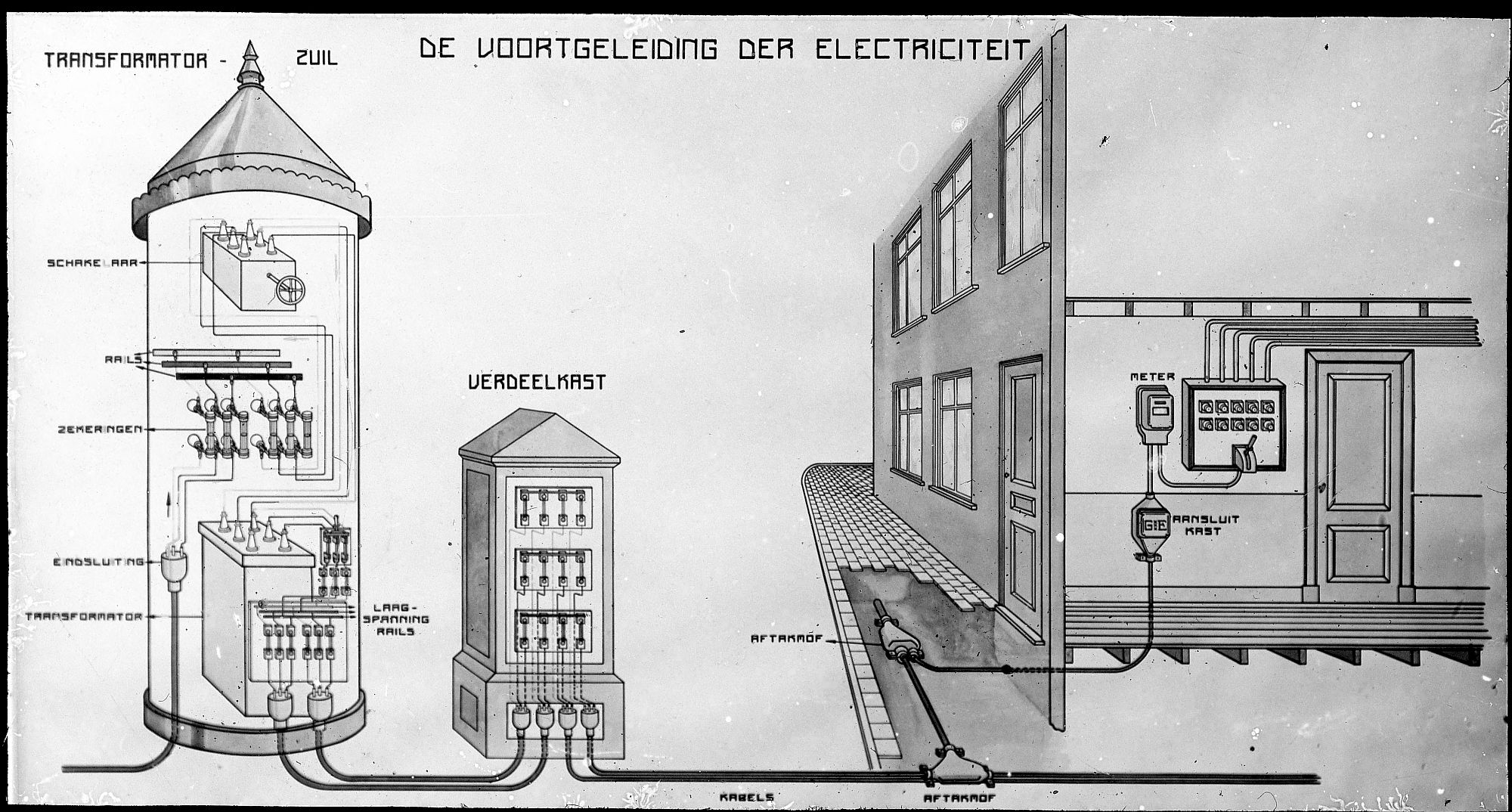
Schema van een transformatorzuil
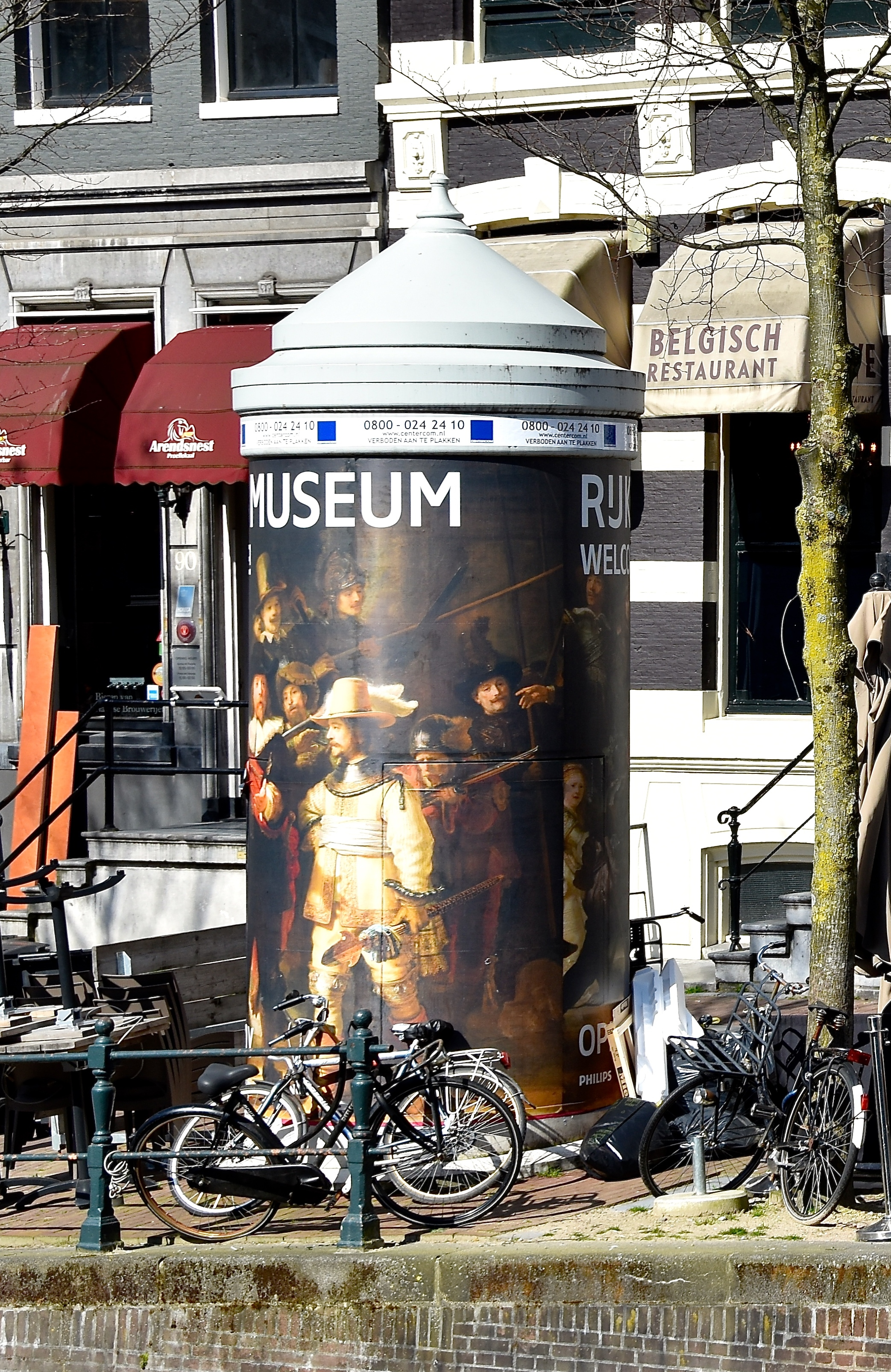
Zuilhoge affiche voor het Rijksmuseum Amsterdam
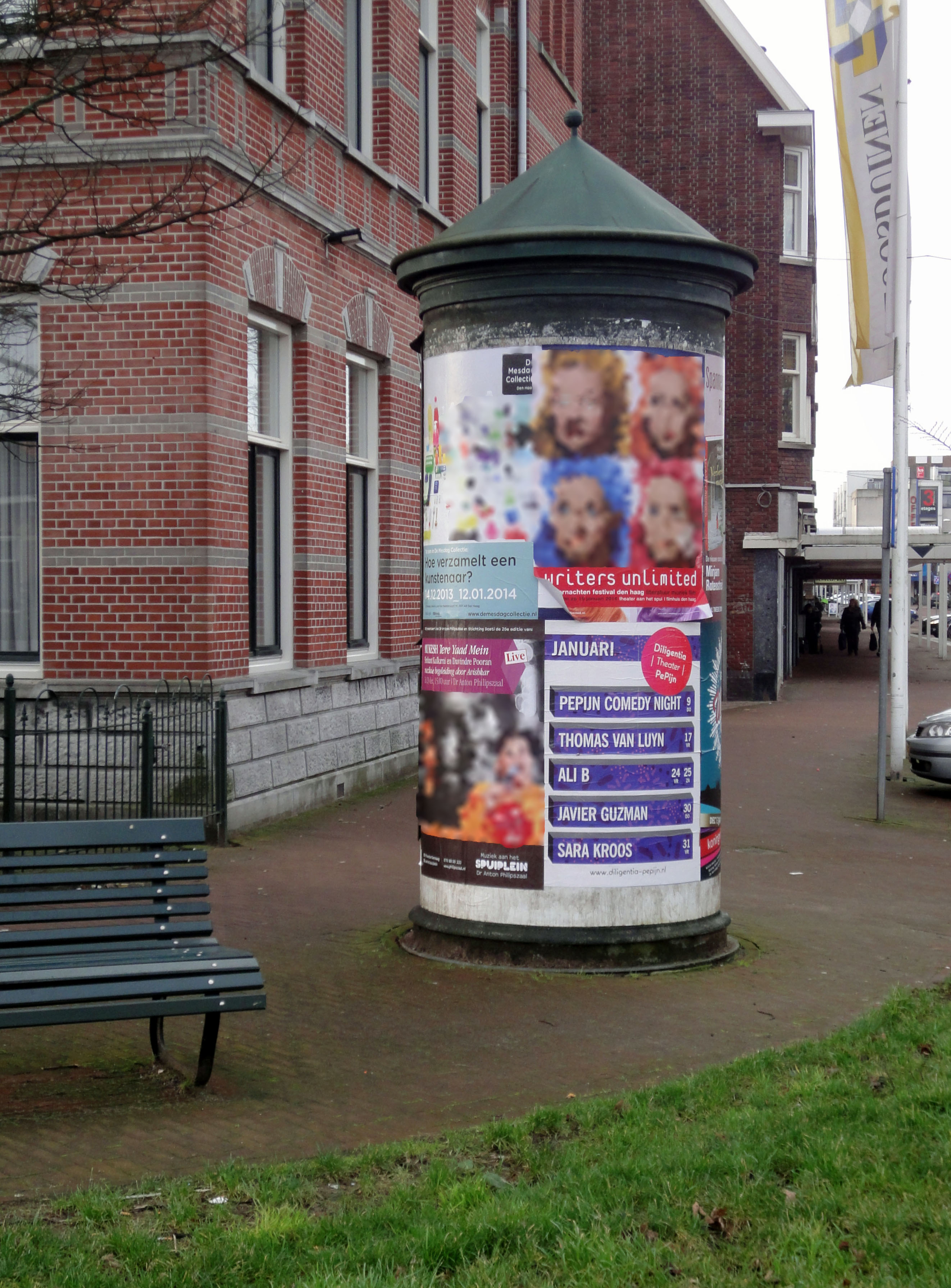
Oud Amsterdams model in Loosduinen in Den Haag
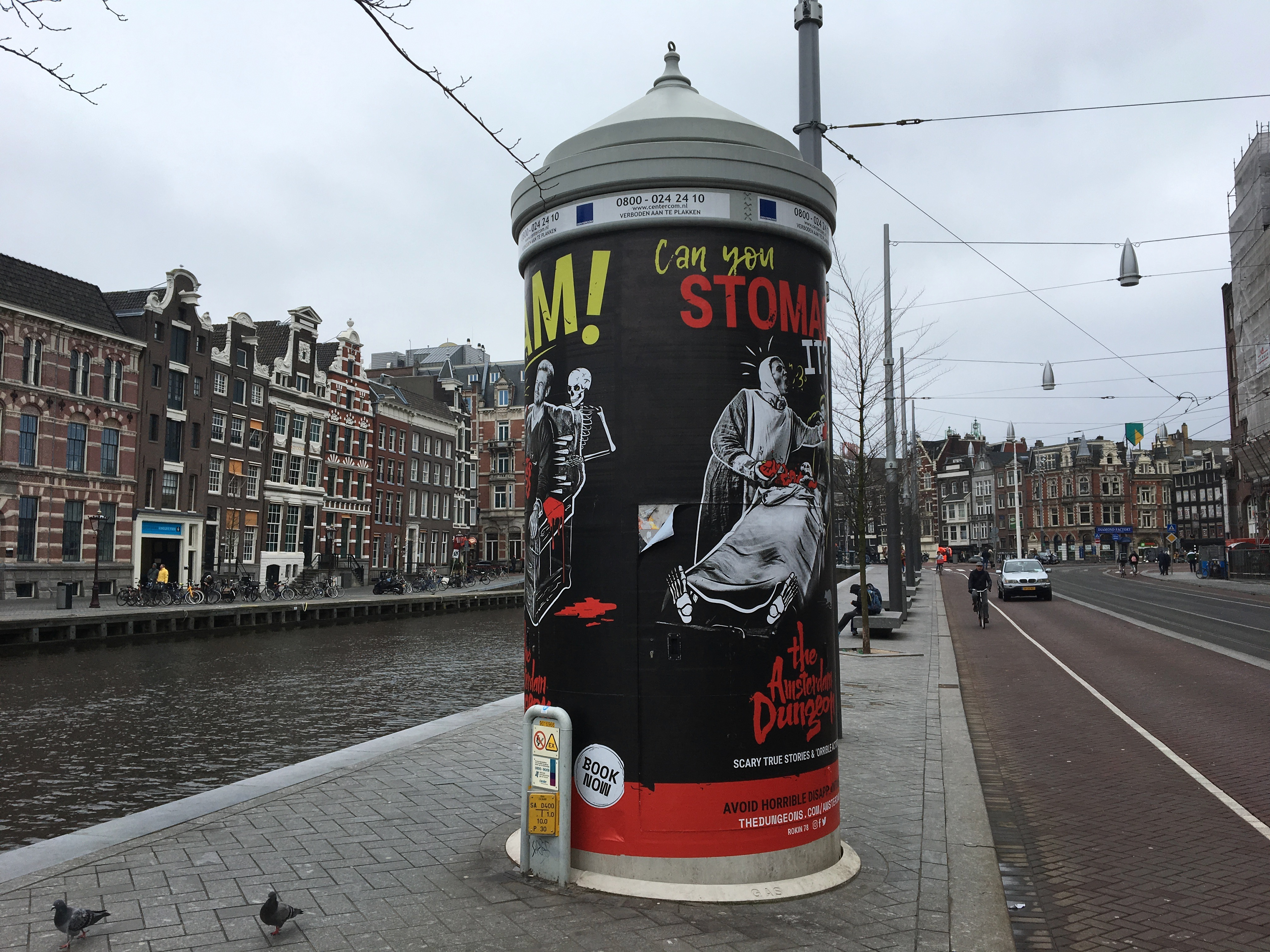
Gasverdeelzuil op het Rokin
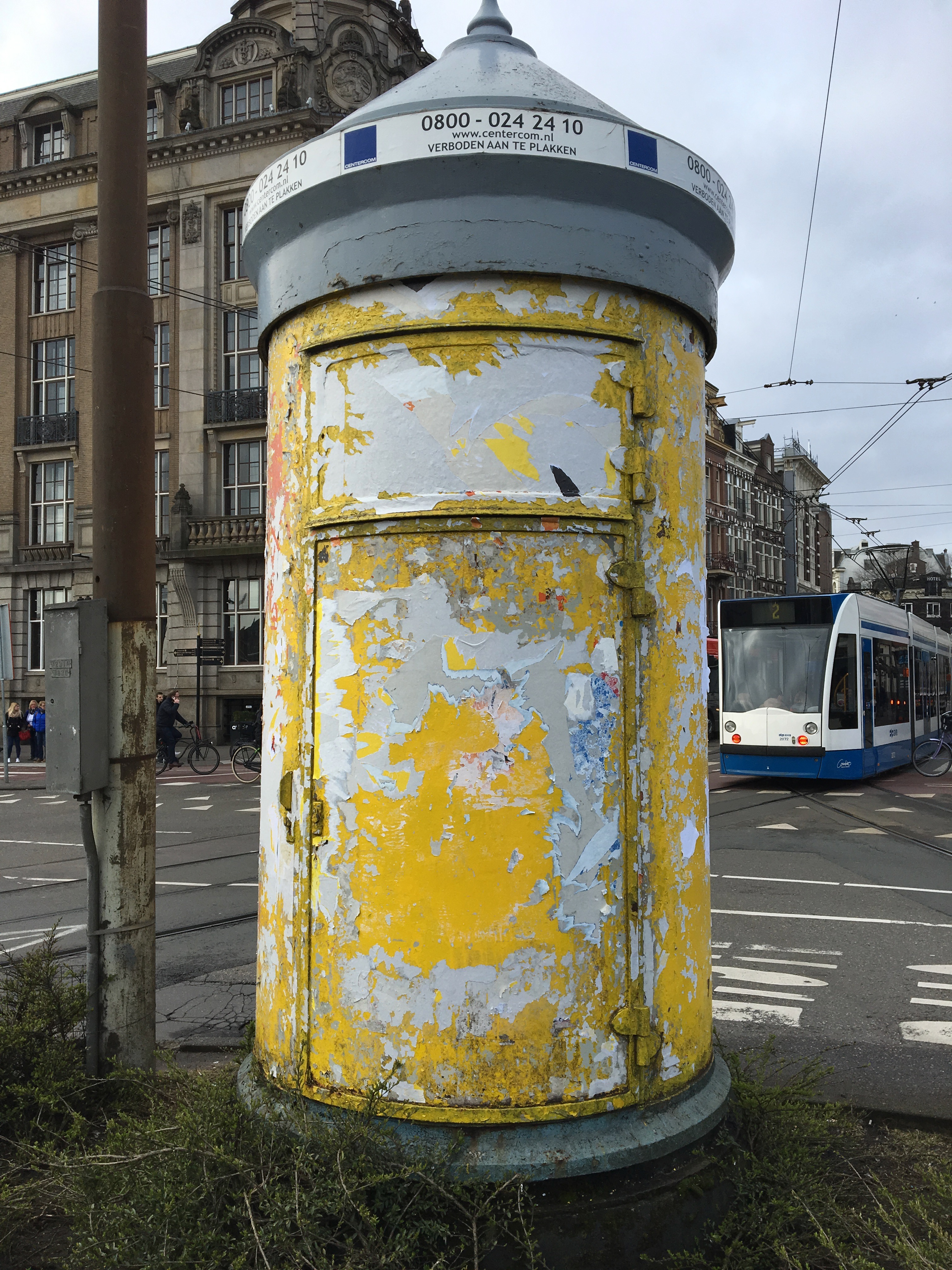
Transformatorzuil bij station Amsterdam Centraal